# Даффни
Шэннон Клэр Спруил (англ. Shannon Claire Spruill, 17 июля 1975, Lucius D. Clay Kaserne — 1 сентября 2021, Norcross, Джорджия) — американский рестлер, валет и актриса, более известная под псевдонимом Даффни.
Даффни начала свою профессиональную карьеру в рестлинг-промоушене World Championship Wrestling (WCW) в 1999 году. В WCW, она была сюжетной девушкой Дэвида Флэра, а также менеджером их команды с Ломом. Даффни стала второй женщиной (после Мадусы), ставшей чемпионкой WCW в полутяжелом весе до того, как промоушен был куплен WWE в начале 2001 года. Впоследствии, она выступала на независимой рестлинг-сцене, пока не подписала контракт с Total Nonstop Action Wrestling (TNA) в 2008 году. Вследствие травм, полученных в период выступлений на ринге, Спруилл была вынуждена завершить карьеру рестлера в 2011 году. Однако, она продолжала появляться на шоу независимых промоушенов, в ролях, не связанных с борьбой на ринге, вплоть до 2018 года.

## Ранняя жизнь
Шеннон Клэр Спруилл родилась 17 июля 1975 года на военном аэродроме Висбаден, базе ВВС Соединённых Штатов в Висбаден-Эрбенхайм, Гессен, Западная Германия, где служил её отец. В 1976 году её семья вернулась в Соединённые Штаты, проживая сначала в Солт-Лейк-Сити, округ Солт-Лейк, штат Юта, затем в Саванне, округ Чатем, штат Джорджия, и, наконец, на военно-воздушной базе Скотт в округе Сент-Клэр, штат Иллинойс. Они переехали в Оксфорд, графство Оксфордшир, в Соединённом Королевстве на три года, прежде чем переехать на авиабазу Рамштайн в Рейнланд-Пфальце, Западная Германия, до 1987 года, когда её отец, к тому времени подполковник, вышел в отставку.
В 1985 году, Спруилл сыграла эпизодическую роль в фильме «Санта-Клаус», но не была указана в титрах. В марте 1998 года, она окончила Университет штата Джорджия со степенью бакалавра искусств в области кино и видеопроизводства, с высшими баллами по актёрскому мастерству и музыке. Прежде чем заняться работой в сфере актёрского мастерства, Спруилл занималась медиапроизводством.

## Карьера в профессиональном рестлинге

### World Championship Wrestling (1999—2001)
В ноябре 1999 года, она приняла участие в конкурсе по поиску талантов, проводимом рестлинг-промоушеном World Championship Wrestling (WCW), в результате чего, подписала контракт с компанией. В WCW, Спруилл отыгрывала роль Даффни — психически ненормальную, безумную «подружку» Дэвида Флэра, менеджера их с Ломом команды. Каждый раз, находясь у ринга, Даффни начинала пронзительно кричать, что стало отличительной чертой персонажа. Образ «Даффни» был частично основан на Мэллори Нокс — главной героине фильма «Прирожденные убийцы». Однако, сама Спруилл, называла суперзлодейку Харли Квинн, изначальным источником вдохновения. Первое появление Спруилл на телевидении состоялось на шоу «Nitro» от 6 декабря. Она была показана сидящей на своей кровати и повторяющей имя Флэра.
8 мая 2000 года, Даффни впервые вышла на ринг в матче против Мисс Элизабет, назначенном Винсом Руссо. 15 мая, Даффни и Лом победили чемпиона мира WCW в полутяжелом весе Криса Кандидо и его подружку Тэмми Линн Ситч в смешанном командном матче с титулом чемпиона на кону. Даффни удержала Тэмми, разделив чемпионский титул с Ломом. На следующей неделе в эпизоде Nitro от 22 мая, Лом и Даффни встретились в матче, победитель которого станет бесспорным чемпионом в полутяжелом весе. Несмотря на то, что Лом сдерживал себя во время боя, он все же доминировал над более слабой Даффни. После того, как Кандидо вышел на ринг и провел Лому прием «Reverse piledriver», Даффни непреднамеренно удержала его, пытаясь привести в чувства, став второй женщиной, завоевавшей титул чемпиона в полутяжелом весе. Она удерживала титул до 7 июня, проиграв чемпионство в трехстороннем матче против Лейтента Локо и Диско Инферно, после того, как её отвлекла Мисс Хэнкок. Девушки продолжили враждовать из-за ревности к Дэвиду Флэру. Даффни победила Хэнкок в первом в истории промоушена матче по правилам «Свадебные платья», после того, как Мисс Хэнкок сняла свое собственное платье. Затем, Даффни была исключительно менеджером Лома. У неё была короткая вражда с Торри Уилсон, подружкой Шейна Дугласа, которая, время от времени, работала на ринге, как рестлер.
Образ Даффни подразумевал под собой частую смену цвета волос, футболки с причудливыми лозунгами и её громкие крики, последнее было предложено Эдом Феррарой — главным сценаристом WCW. Она была уволена из WCW 2 февраля 2001 года, в связи с сокращением бюджета. Сам WCW был куплен своим конкурентом World Wrestling Federation, месяц спустя.

### Независимые промоушены (2001—2013)
После увольнения из WCW, Спруилл посещала тренировочный лагерь Дасти Роудса, в рамках его рестлинг-промоушена «Turnbuckle Championship Wrestling» на протяжении восьми месяцев, в Кеннесо, штат Джорджия. В 2003 году, она также работала в «Xtreme Pro Wrestling» в качестве менеджера Вика Граймса под именем Люси. Она появлялась на шоу промоушена «Ринг Чести», где дебютировала 26 апреля 2003 года, в роли Люси, менеджера группировки «Second City Saints». В июле 2003 года, Спруилл подписала развивающий контракт с WWE, работая на подготовительной площадке «Ohio Valley Wrestling», в качестве менеджера Аарона Стивенса, вплоть до своего увольнения 17 декабря того же года. Спруилл решила уйти из профессионального рестлинга, намереваясь сосредоточиться на актёрской карьере. Она продала свои борцовские ботинки своей тогдашней соседке по комнате Микки Джеймс. В этот период Спруилл работала персональным тренером.
В июне 2005 года, она позировала для веб-сайта, принадлежащего Франсин и Мисси Хаятт. В феврале 2006 года Спруилл вернулась на независимую рестлинг-сцену. Она дебютировала в промоушене «Women’s Extreme Wrestling» 6 апреля под именем Люси Ферр («Люцифер»), в роли «лесоруба» в матче между Эми Ли и Тай Киллер Вид. 2 июня в Айрондейле, штат Алабама, Спруилл встретилась в матче против Эль Мехико за титул чемпиона «NWA Wrestle Birmingham» среди юниоров в супертяжелом весе. С помощью своего менеджера Роберта Фуллера (называвшего Спруилл «своей малышкой на миллион долларов»), Спруилл победила Эль Мехико, завоевав свой третий титул в карьере. В феврале 2007 года, она начала выступать в «Georgia Wrestling Promotions», как в качестве менеджера, так и в качестве судьи.
В апреле 2007 года, Спруилл дебютировала в роли Даффни в промоушене «Shimmer Women Athletes». Она дала интервью, в котором рассказала, что её целью было вернуться к тому, чем она занималась с самого начала своей карьеры, а именно к роли менеджера. Позже, тем же вечером, она сопровождала рестлершу МисЧиф к рингу. В апреле 2008 года, она вернулась к выступлениям на ринге в роли «Девушки-Акулы». Однако, всего через пару месяцев, она вернулась к своей изначальной роли Даффни. 8 ноября 2009 года, Даффни объединилась с Рэйчел Саммерлин против группировки «International Home Wrecking Crew», на шоу «Volume 27». В процессе, Даффни стала отрицательным персонажем, бросив Саммерлин во время матча, что привело к их проигрышу. На шоу «Volume 28», Даффни была дисквалифицирована в матче против Саммерлин, проведя на ней запрещенный прием. 11 апреля 2010 года, на записях «Volume 31», Даффни победила Саммерлин в матче без дисквалификации.
27 июня 2010 года, Даффни выиграла свой единственный титул чемпионки среди женщин, победив Рэйчел Саммерлин в первом раунде турнира «Anarchy Championship Wrestling 2010 American Joshi Queen of Queens». Она проиграла титул во втором раунде Джессике Джеймс. 6 апреля 2013 года, Даффни вернулась в «Shimmer Women Athletes», в рамках первого в истории промоушена PPV «Volume 53», где она появилась как менеджер команды «Regeneration X» (Эллисон Дэнджер и Лева Бейтс).

### Total Nonstop Action Wrestling (2002—2003, 2008—2011)

#### Ранние появления (2002—2003, 2008)
Она несколько раз появлялась в рамках шоу начинающего промоушена «Total Nonstop Action» с 2002 по 2003 год, в роли Шеннон и «Девушки-Акулы» (менеджер «Парня-Акулы»).
В эпизоде TNA Impact! от 5 июня 2008 года, она появилась в аудитории в качестве фанатки вместе с другими рестлершами Эмбер О’Нил и Бекки Бейлесс. Три женщины вызвались сразиться с Невероятной Конг за 25 000 долларов. Даффни была выбрана и впоследствии побеждена Конг.

#### Губернатор (2008—2009)
В декабре 2008 года, Спруилл пародировала губернатора Аляски Сару Пэйлин в сегментах с участием группировки «Красивые Люди». В эпизоде Impact! от 15 января 2009 года, Тейлор Уайлд и Рокси признались, что «Сара Пэйлин» — фальшивка, а все происходящее было шуткой, с целью отомстить «Красивым Людям». На следующей неделе, Спруилл появилась на интервью с Лорен, где они высмеивали «Красивых людей». Затем, «Красивые люди» напали на «Губернатора», прежде чем их остановил Милый Кип. 5 февраля 2009 года, в эпизоде Impact!, она вернулась с новой музыкальной темой и вступительным видео, атаковав «Красивых людей». Она дебютировала на PPV «Destination X», победив «Красивых людей» и Мэдисон Рейн вместе с Уайльд и Рокси.

#### Даффни и альянс с доктором Стиви (2009—2010)
В эпизоде Impact! от 19 марта, Спруилл была обстрижена «Красивыми людьми», вследствие чего, вернулась в своем старом образе Даффни в эпизоде Impact! от 2 апреля, когда она появилась в кабинете сюжетного психиатра доктора Стиви на сеансе терапии. В эпизоде Impact! от 16 апреля, она объединилась с другим пациентом Стиви — Абиссом, чтобы победить дуэт ODB и Коди Динера в смешанном командном матче. Она участвовала в матче «Королева клетки» на шоу «Lockdown» против ODB, Мэдисон Рейн и Соджорнор Болт, но не смогла выиграть матч. В эпизоде Impact! от 14 мая Даффни стала злодейкой, напав на Тейлор Уайлд, потому что та не спасла её, когда «Красивые люди» её подстригли. На шоу «Sacrifice», Уайлд победила Даффни, которую сопровождали Аббис и Доктор Стиви, в первом в истории матче «Monster’s Ball». После того, как она и доктор Стиви начали ассоциировать себя с вернувшимся на ринг Вороном, Даффни победила Уайлда с их помощью в матче-реванше в эпизоде Impact от 4 июня, новым финишером «Лоботомия». На следующей неделе, Даффни спровоцировала Уайльд напасть на свою подругу и интервьюрера Лорен, атаковав её в ответ тем же вечером. На шоу «Slammiversary», Даффни и Ворон потерпели поражение от Аббиса и Тейлор Уайлд в смешанном матче. Во время матча, Уайлд швырнула Даффни на кучу кнопок. В следующий четверг на Impact!, она и Уайлд встретились лицом к лицу в первом в истории «Матче на 10 000 ударов», который она проиграла.
На шоу «Bound for Glory», она вмешалась в матч Аббиса и Мика Фоли с Доктором Стиви, в качестве специального судьи, по правилам «Monster’s Ball». Во время матча, Аббис атаковал Даффни, вследствие чего, она получила сотрясение мозга. В эпизоде Impact! от 12 ноября, Ворон вернулся в TNA, чтобы расформировать группировку, состоящую из него самого, доктора Стиви и Даффни.

#### Сольные выступления (2010—2011)
Следующие пару месяцев, Даффни провела как менеджер Стиви и Ворона, прежде чем вернуться на ринг 18 февраля 2010 года в эпизоде Impact!, проиграв чемпионке TNA среди нокаутов Таре по дисквалификации, после того как ударила её набором инструментов. После матча, Даффни продолжила избивать Тару, пока её не оттащил доктор Стиви. На следующем эпизоде Impact!, она, аналогичным образом избила ODB, поскольку было отмечено, что она «положила глаз» на титул чемпионки нокаутов. В эпизоде Impact! от 8 марта, Тара и её партнёр по команде — Анджелина Лав, проиграли бой за титулы командных чемпионок из-за вмешательства Даффни. На шоу «Destination X», Даффни потерпела поражение от Тары в матче за титул, однако она смогла украсть паука Тары после матча. В следующем эпизоде Impact!, Даффни победила Тару в командном матче при участии восьми нокаутов, заработав матч за титул чемпионки по правилам «Первая кровь» на следующей неделе. В поединке «Первой крови», Тара победила Даффни ударив её набором инструментов. На следующей неделе, Даффни была одной из четырёх победительниц в матче Lockbox с восемью нокаутами, в котором разыгрывались четыре ключа от четырёх ящиков с призами. Во время конкурса Тара, одна из трех других победительниц, вернула своего паука, в то время как Даффни пришла с пустыми руками и была вынуждена раздеться, но прежде чем она сделала это, на неё напала Лейси Фон Эрих.. Нападение привело к матчу в эпизоде Impact! от 19 апреля, где Даффни, теперь, казалось бы, положительный персонаж, и её партнёр по команде, ODB, безуспешно бросили вызов Фон Эрих и Вэлвит Скай за титулы чемпионок нокаутов в командных боях. На съемках следующего эпизода Impact!, Даффни получила травму в темном матче против мисс Бетси, и была доставлена в больницу, где у неё диагностировали глубокий ушиб грудины, сильное жжение и сотрясение мозга.
26 мая было объявлено, что Спруилл получила разрешение вернуться на ринг. Она вернулась на шоу «Xplosion» 14 июня, снова в образе злодейки, победив Тейлор Уайлд с помощью цепи, однако, после перезапуска матча Уайлд удержала Даффни. В эпизоде Impact! от 9 декабря Даффни объединился с Саритой в первом раунде турнира за вакантные титулы командных чемпионок, где они проиграли «Красивым людям» (Анджелина Лав и Вэлвит Скай). Это стало последним выступлением Даффни за TNA, поскольку 15 марта 2011 года её контракт с промоушеном истек и не был продлен. Спруилл объявила, что она подала иск о компенсации против TNA за травмы, полученные во время борьбы за повышение, полагая, что она была помещена в небезопасную рабочую среду. Позже, Спруилл также утверждала, что она не верила, что когда-нибудь сможет снова выйти на ринг из-за накопившихся травм, которые она получила за свою карьеру. Иск был урегулирован во внесудебном порядке 8 марта 2013 года.

### Wrestlicious (2009—2010)
В начале 2009 года Спруилл принял участие в съемках первого сезона, в рамках женского промоушена «Wrestlicious». Премьера первого эпизода состоялась в марте 2010 года, где Спруилл отыгрывала роль Дракулетты. Она дебютировала 17 марта в главном событии третьего эпизода «Takedown», объединившись с рестлершей White Magic в командном матче, где они проиграли по дисквалификации команде Лейси Фон Эрих и Эмбер Лайвли.

### Появления после отставки (2011—2018)
Несмотря на уход из рестлинга в 2011 году, в июле 2012 года Спруилл начала работать ведущей промоушена «new Shine Wrestling». Она занимала эту должность до мая 2013 года, пока не вернулась к роли менеджера. Даффни стала отрицательным персонажем в июле 2015 года, когда она стала менеджером «Iron Maidens», отправляя их атаковать различные команды во время их матчей. Она также появилась на шоу «Ринга Чести» в 2018 году, после финала турнира «Women of Honor World Championship» между Суми Сакаи и Келли Кляйн, поздравив Сакаи с победой.
В 2018 году, Даффни находилась в зрительном зале и была упомянута Миком Фоли во время его специального выступления WWE Network «Двадцать лет ада», состоявшегося в театре Мистера Смоллса в Милвейле, штат Пенсильвания, недалеко от Питтсбурга, которое было записано на 20-ю годовщину печально известного матча «Ад в клетке», который состоялся в Питтсбурге на «Сивик Арена». Данное появление стало единственным не архивным появлением Спруилл в WWE.

## Личная жизнь
Спруилл вышла замуж за гитариста Рича Уорда в 1999 году. Пара рассталась в 2003 году. После их развода, она встречалась с профессиональным рестлером СМ Панком. У неё были близкие отношения с рестлершей Джейми Линн Сенегал, которую она считала своей дочерью.
19 июля 2011 года, Спруилл была арестована в округе Хиллсборо, штат Флорида, за вождение в нетрезвом виде с причинением имущественного ущерба. Она признала себя виновной по всем пунктам обвинения, за что была приговорена к одному году условно и оштрафована на 1580 долларов.
В 2012 году она попала в серьёзную автомобильную аварию во Флориде. Позже, она признавалась, что пристегнутый ремень безопасности спас ей жизнь.

### Здоровье
в 2003 году, Спруилл было диагностировано биполярное расстройство.
В январе 2017 года Спруилл перенесла операцию по сращиванию позвонков С-5 и С6, чтобы устранить экструзию, которая давила на её позвоночный столб. Впоследствии она написала, что операция на шее была «обрядом посвящения» для профессиональных рестлеров.
Ближе к концу своей жизни, Спруилл стала затрагивать тему сотрясений мозга в профессиональной рестлинг-индустрии. В вышедшей в 2017 году книге «Sisterhood of the Squared Circle: The History and Rise of Women’s Wrestling», Спруилл заявляла, что сотрясение мозга положило конец её профессиональной карьере рестлера, и посоветовала другим рестлерам «отдохнуть» после удара по голове. Сенегал говорила, что последствия сотрясений мозга для её повседневной жизни были очевидны, например, необходимость закрывать окна одеялами, потому что яркий свет вызывал у неё головные боли. В видео прямой трансляции, опубликованном в день её смерти, Спруилл сказала: «Я хочу, чтобы будущие поколения знали. Не делай глупостей, как я».

## Смерть
1 сентября 2021 года, Спруилл начала прямую трансляцию в социальной сети «Instagram», в которой она прочитала предсмертную записку, держа в руках нечто, похожее на пистолет, и попросила пожертвовать её мозг для тестирования на хроническую травматическую энцефалопатию. Обеспокоенные фанаты решили поддержать Спруилл в социальных сетях. Правоохранительные органы были отправлены по ранее известным адресам, пока её семья не смогла предоставить нынешний адрес проживания Спруилл. Объявление о её смерти было сделано на следующий день, рестлершей Shimmer Лекси Файф по просьбе семьи Спруилл. Официальные лица округа Гвиннет, штат Джорджия, Бюро судмедэкспертизы также подтвердило её смерть, но не раскрыло причину. В отчете полицейского управления округа Гвиннет указывалось, что она умерла от очевидного огнестрельного ранения в грудь. Результаты её вскрытия были опубликованы в марте 2022 года и показали, что её смерть была признана самоубийством, а также сообщалось, что её мозг был доставлен в Центр CTE Бостонского университета и Банк мозга для анализа.
Многие представители индустрии профессионального реслинга выразили свои соболезнования онлайн, и многие обсуждали тему психического здоровья. USA Today написали, что её смерть «усилила опасения» в бизнесе, особенно среди женщин-исполнителей, отметив, что рестлеры Эшли Массаро и Хана Кимура также покончили с собой в предыдущие два года. Ветераны индустрии Мик Фоли и Кейн включили номер телефона горячей линии по борьбе с самоубийствами в свои твиты, в то время как Пэйдж использовала хэштег #MentalHealthMatters, а СМ Панк призывал людей: «Обратитесь за помощью. Ментальной, физической, духовной, эмоциональной. Заботьтесь друг о друге». WWE выразила соболезнования на своем веб-сайте и отправила текстовые сообщения своим сотрудникам, чтобы сообщить им, что им будет предоставлена консультация, если они в ней нуждаются. Майк Джонсон из «Pro Wrestling Insider» призвал лидеров отрасли внести постоянные изменения в отношении психического здоровья. здравоохранения, сравнивая его с политикой WWE в области оздоровления после смерти Эдди Герреро в 2005 году. В то время как WWE действительно предоставляет психологические и психиатрические услуги контрактным исполнителям, Чирлидер Мелисса настаивала на том, чтобы другие промоушены также предоставляли такие услуги своим рестлерам.
Видео, опубликованное 10 сентября, показало, что Спруилл была кремирована и в её память была отслужена месса. Среди присутствующих были семья, друзья и профессиональные рестлеры Джейми Сенегал, Лева Бейтс, Миа Йим, Кортни Раш, Микки Джеймс с мужем Ником Алдисом, Эллизин Кей, Марти Белл и Кимбер Ли. Впоследствии 18 сентября, Невероятная Конг посвятила свое вступление в Зал славы Impact Спруилл. В следующем месяце Impact посвятили матч с «Monster Ball» среди нокаутов Спруилл.

## Фильмография
- Санта-Клаус (1985) — Капризный ребёнок в балетном классе (не указана в титрах)[2][65]
- Я отдаю все (2001) — Джина
- Горда (2014) — Бараккуда